# Übungsleiterpauschale
| Zeitraum  | Freibetrag pro Person |
| --------- | --------------------- |
| 2002–2006 | 1848 €                |
| 2007–2012 | 2100 €                |
| 2013–2020 | 2400 €                |
| seit 2021 | 3000 €                |

Unter der Übungsleiterpauschale (auch: Übungsleiterfreibetrag) versteht man eine Vergünstigung nach § 3 Nr. 26 des deutschen Einkommensteuergesetzes. Nebenberufliche Einnahmen sind bis zu einer Höhe von jährlich 3000 Euro steuerfrei, wenn eine (nebenberufliche) Tätigkeit für eine gemeinnützige Organisation oder eine juristische Person des öffentlichen Rechts vorliegt. Dazu zählen gemeinnützige (§ 52 Abgabenordnung), mildtätige (§ 53 AO) oder kirchliche (§ 54 AO) Tätigkeiten. Von der Übungsleiterpauschale profitieren nebenberufliche Tätigkeiten als Übungsleiter, Ausbilder, Erzieher, Betreuer oder vergleichbare Tätigkeiten. Darunter fallen auch Übungsleiter in Sportvereinen oder nebenberufliche Dozenten an Volkshochschulen, Fachhochschulen und Universitäten. Ebenfalls begünstigt sind künstlerische Tätigkeiten und die Pflege alter, kranker oder behinderter Menschen.
Beim selben Auftraggeber muss sich die nebenberufliche Tätigkeit von der hauptberuflichen Tätigkeit abgrenzen. Die nebenberufliche Tätigkeit darf dann nicht zu den Aufgaben des Hauptberufs beim selben Auftraggeber gehören. Gerade im Bereich der öffentlichen Hand und des echten Ehrenamtes kann es zu Konstellationen kommen, in denen einerseits einem Arbeitsverhältnis beim Arbeitgeber nachgegangen wird und gleichzeitig eine Übungsleiterpauschale für ein Ehrenamt vom selben „Arbeitgeber“ gezahlt wird. In diesen Fällen ist jedoch auf eine strikte Trennung und Abgrenzung der Tätigkeitsfelder zwischen Arbeitsverhältnis und Ehrenamt zu achten und dies einzuhalten. Zwei Beispiele für solche zulässigen Konstellationen: der ehrenamtliche Wehrführer einer Freiwilligen Feuerwehr, der gleichzeitig im Ordnungsamt derselben Stadt tätig ist und der im Hauptberuf als Fahrer bei einem Verein angestellte Trainer einer Jugendmannschaft, die er in der Freizeit ehrenamtlich betreut. Weiterhin liegt eine nebenberufliche Tätigkeit nur dann vor, wenn sie – bezogen auf das Kalenderjahr – nicht mehr als ein Drittel der Arbeitszeit eines vergleichbaren Vollzeiterwerbs in Anspruch nimmt.
Neben den steuerlichen Vorteilen sind die Einnahmen nach § 1 Abs. 1 Nr. 16 Sozialversicherungsentgeltverordnung auch nicht sozialversicherungspflichtig.
Nebenberufliche Einnahmen, die die Grenze von 3000 Euro im Jahr übersteigen, müssen versteuert werden. Sofern die sonstigen Voraussetzungen dafür vorliegen, unterliegen diese dann wieder der Sozialversicherungspflicht.
Seit 2007 gibt es eine weitere Pauschale (Ehrenamtsfreibetrag / Ehrenamtspauschale) für andere nebenberufliche und gemeinnützige Tätigkeiten, die für eine gemeinnützige Organisation oder eine juristische Person des öffentlichen Rechts ausgeübt werden. Sie trifft z. B. auf Einnahmen aus Tätigkeiten als Vereinsvorstand, -Kassierer oder Zeugwart zu, die bis zu einer Höhe von jährlich 840 Euro (bis 2020 720 Euro) steuer- und sozialversicherungsfrei bleiben.